# 雜餉隈站

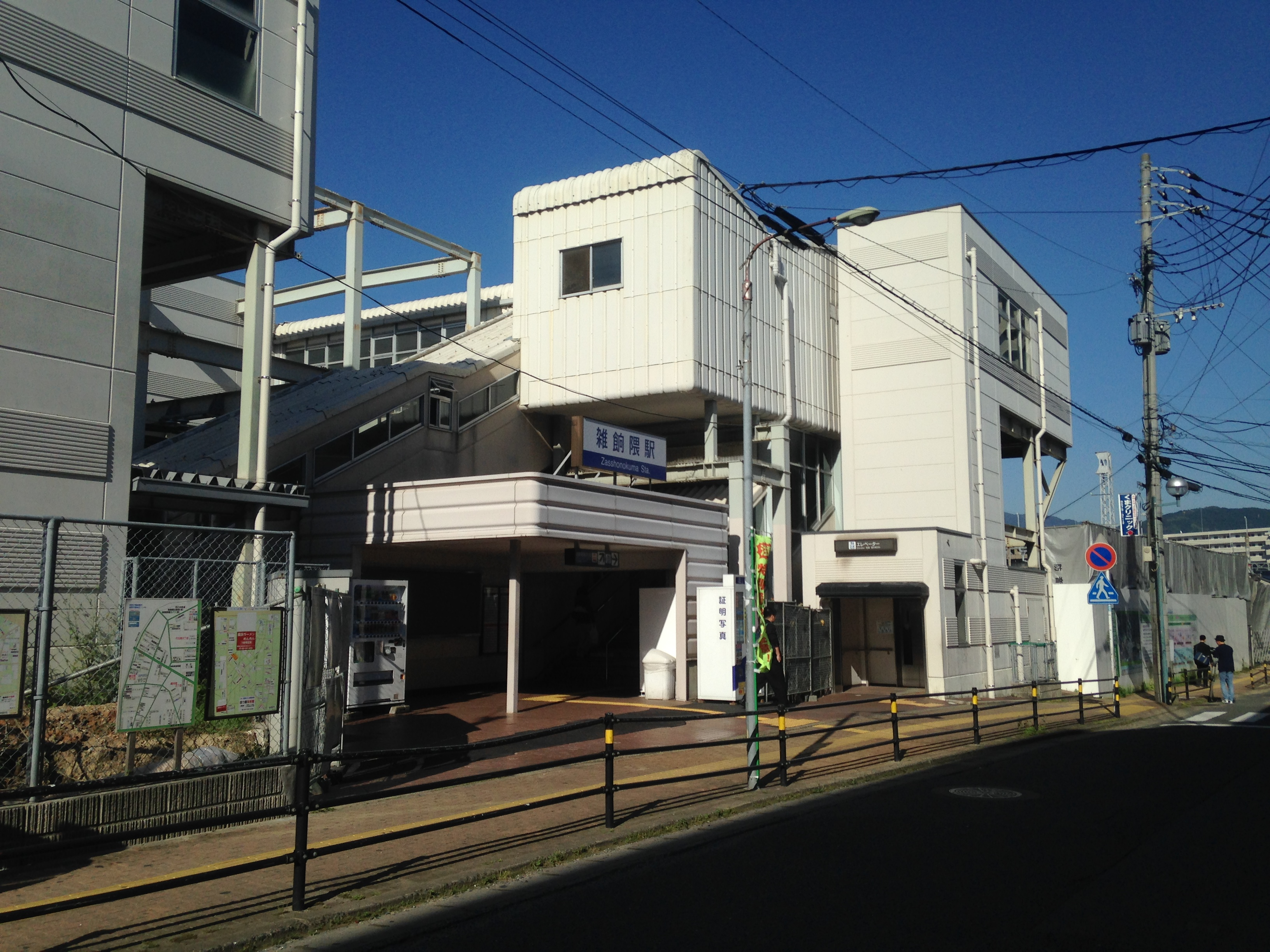
南出口（舊車站大樓時代）

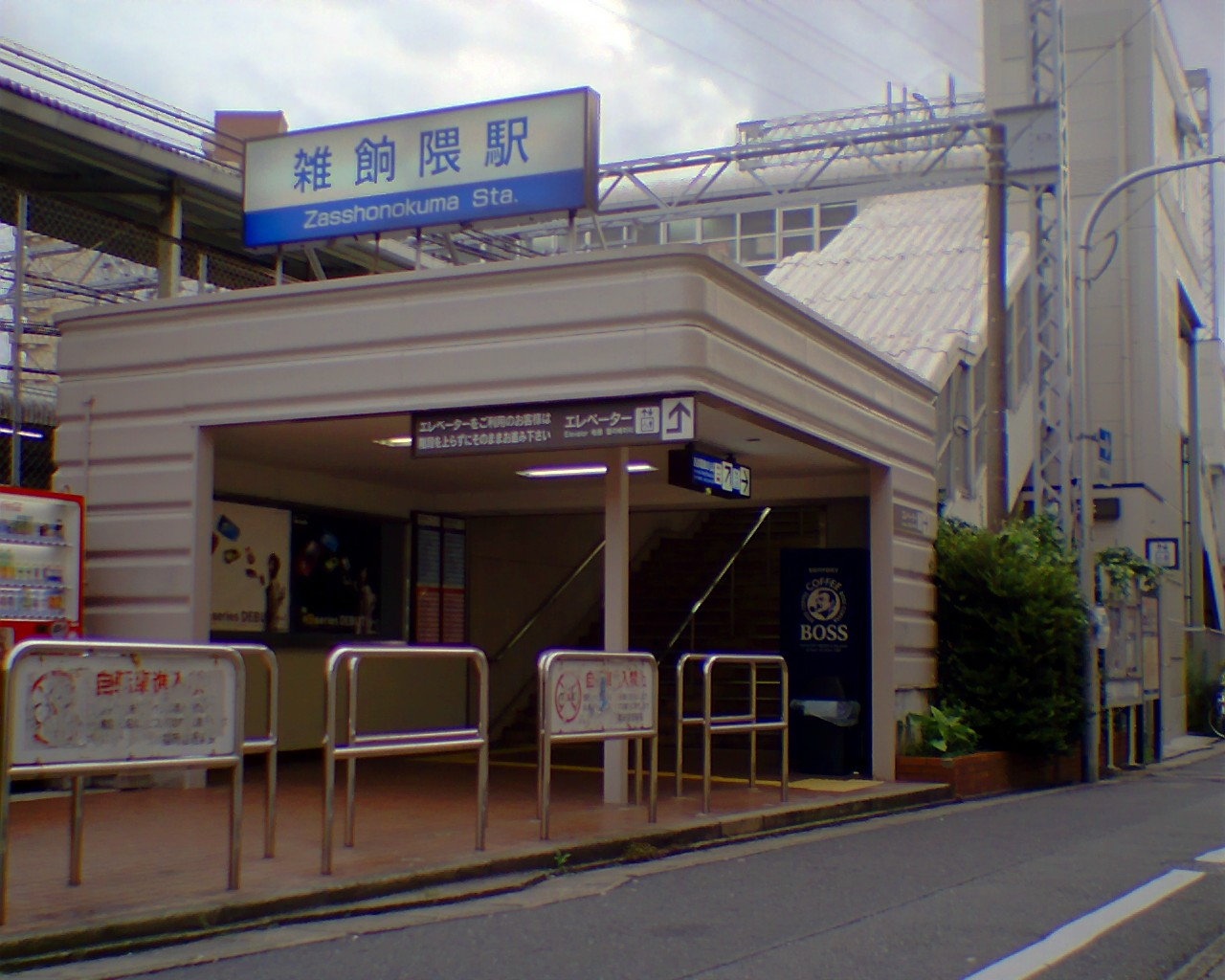
北出口（舊車站大樓）

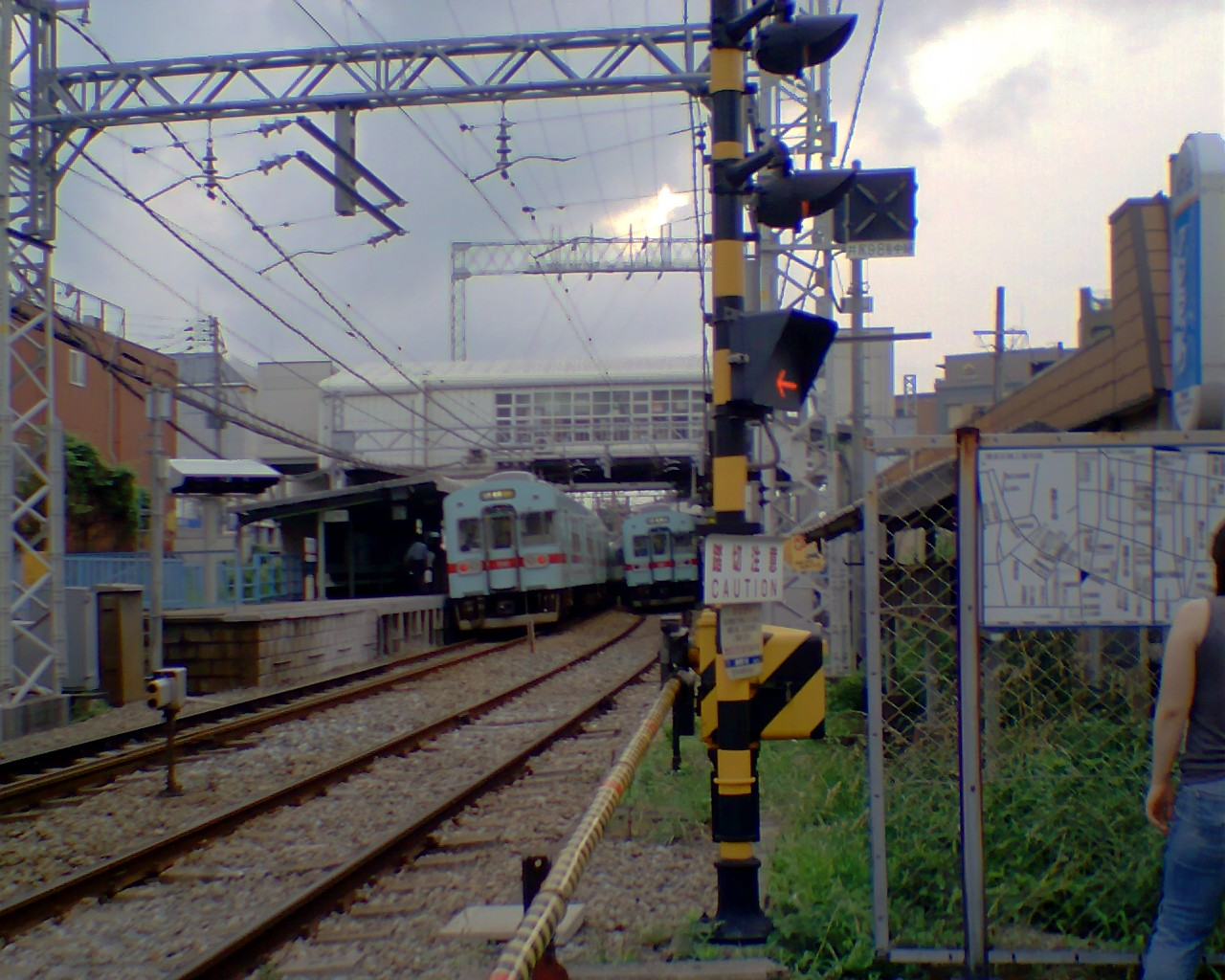
right250px

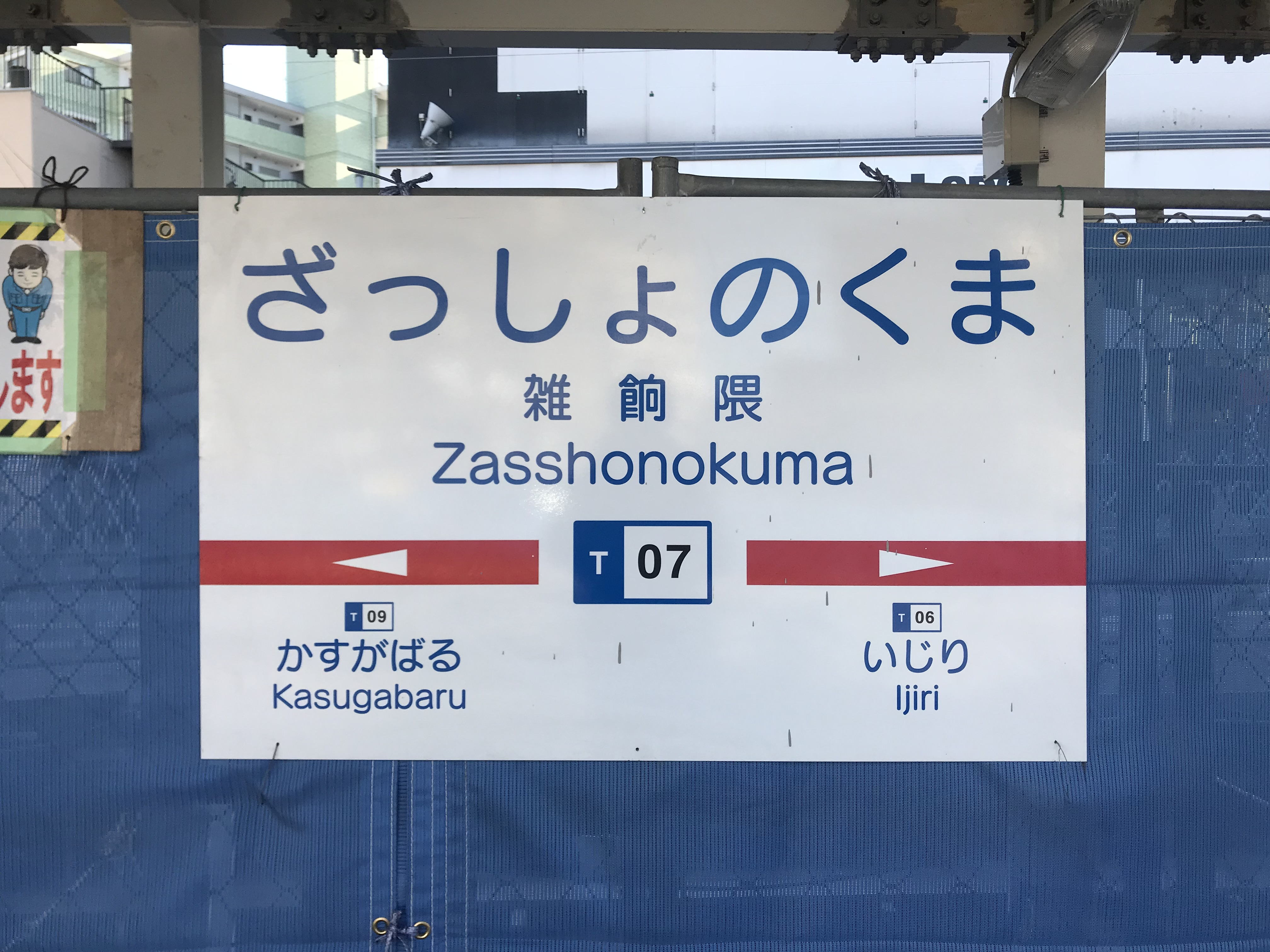
站名牌（2018年3月4日）。此站與春日原站之間計劃建設車站，因此預留了T08車站編號。

雜餉隈站（日语：／ Zasshonokuma eki */?）是位於福岡縣福岡市博多區麥野四丁目，西日本鐵道（西鐵）的天神大牟田線車站。車站編號為T07。此站是福岡市最南車站，同時為西鐵唯一位於博多區的車站（但是，此站與春日原站之間計劃建設新站，也是在博多區內）。站名取自車站周邊的舊地名雜餉隈，該地名來自鄰市大野城市。

## 歷史
此站在1924年（大正13年）以雜餉隈站的名字啟用。在此站啟用前，省線（國鐵）鹿兒島本線已經設有雜餉隈站（現時：南福岡站）。兩站之間相距800米，為了區別兩站。此站於1935年（昭和10年）改名為九鐵雜餉隈站。後來在1942年（昭和17年），九州鐵道與九州電氣軌道合併，並公司改名為西日本鐵道，車站也改名為西鐵雜餉隈站。隨後，在1966年（昭和41年），國鐵鹿兒島本線把雜餉隈站改名為南福岡站，此站在1971年（昭和46年）改回啟用時的站名雜餉隈站，直至現在。
- 1924年（大正13年）4月12日 - 雜餉隈站啟用。
- 1935年（昭和10年） - 車站改名為九鐵雜餉隈站。
- 1942年（昭和17年）9月22日 - 車站改名為西鐵雜餉隈站。
- 1971年（昭和46年）3月1日 - 車站改名為雜餉隈站。
- 2004年（平成16年）11月29日 - 車站無障礙化。
- 2008年（平成20年）5月18日 - 此站開始可以使用IC卡nimoca。
- 2017年（平成29年）2月1日 - 此站引入車站編號[1]。
- 2018年（平成30年）1月27日 - 開始使用臨時車站大樓[2]。
- 2022年（令和4年）8月尾 - 預定高架化[3]。西鐵一方在2019年10月尾改變工期前[4]，預計在2021年3月高架化[3]。
- 2023年度（令和5年度） - 預計新車站大樓完成[3]。
- 2025年度（令和7年度） - 預計側道工程完成[3]。

## 車站構造
車站是一座地面車站，設有2面2線的相對式月台。此站原本設有跨站式站房，在2018年1月27日起，上下行月台側分別加設臨時車站大樓，以便進行高架化工程。而上下行月台不可互相來往。月台建設微彎中。

### 月台
| 月台 | 路線          | 上下行 | 方向                               |
| ---- | ------------- | ------ | ---------------------------------- |
| 1    | ■天神大牟田線 | 下行   | 二日市、太宰府、久留米、大牟田方向 |
| 2    | ■天神大牟田線 | 上行   | 福岡（天神）方向                   |

## 使用狀況
在2019年度，1日平均上下車人次為16,089人。在西鐵車站中排名第10位。
以下為各年度1日平均乘車和上下車人次列表。
| 年度   | 1日平均 乘車人次 | 1日平均 上下車人次 |
| ------ | ---------------- | ------------------ |
| 1996年 | 9,674            | 19,521             |
| 1997年 | 9,603            | 19,329             |
| 1998年 | 9,184            | 18,463             |
| 1999年 | 8,833            | 17,787             |
| 2000年 | 8,608            | 17,308             |
| 2001年 | 8,392            | 16,907             |
| 2002年 | 8,148            | 16,452             |
| 2003年 | 8,071            | 16,331             |
| 2004年 | 7,811            | 15,625             |
| 2005年 | 7,885            | 15,597             |
| 2006年 | 7,849            | 15,674             |
| 2007年 | 7,694            | 15,354             |
| 2008年 | 7,712            | 15,488             |
| 2009年 | 7,518            | 15,127             |
| 2010年 | 7,449            | 14,986             |
| 2011年 | 7,202            | 14,469             |
| 2012年 | 7,107            | 14,260             |
| 2013年 | 7,255            | 14,541             |
| 2014年 | 7,247            | 14,467             |
| 2015年 | 7,464            | 14,885             |
| 2016年 | 7,403            | 14,730             |
| 2017年 | 7,545            | 15,047             |
| 2018年 | 7,849            | 15,644             |
| 2019年 |                  | 16,089             |

## 車站周邊
- 南福岡站- 九州旅客鐵道（JR九州）鹿兒島本線
- 十日惠比須神社 - 南福岡站前「元町商店街」的一角 （页面存档备份，存于）
- 武田煙草店（武田鐵矢的家）
- El Casa南福岡酒店
- Weekly Inn南福岡（Hotel Weekly Mansion）
- 博多警署（日语：博多警察署）麥野警部交番
- 銀天町商店街（日语：銀天町商店街）
- NTT福岡南大廈
- Sazanpia博多
- 丸共（日语：マルキョウ）雜餉隈店
- MaxValu（日语：マックスバリュ）雜餉隈店
- Flower Bowl（保齡球）
- NAFCO
- 精華女子短期大學
- 福岡市埋藏文化財中心（日语：福岡市埋蔵文化財センター）

## 巴士路線
巴士路線截至2020年3月21日
- 南本町巴士站 - 雜餉隈車廠（日语：西日本鉄道雑餉隈自動車営業所）、諸岡、弓田、那珂（日语：那珂 (福岡市)）、山王、博多站、住吉（日语：住吉 (福岡市)）、天神、福岡塔方向
- 雜餉隈站入口巴士站 - JR南福岡站、雜餉隈車廠、山田、中、乙金、宇美、金隈（日语：金隈）、月隈（日语：月隈）、福岡機場方向

## 相鄰車站
西日本鐵道
■天神大牟田線
■特急、■急行
通過
■普通
井尻（T06）－雜餉隈（T07）－櫻並木（T08）

## 注腳
1. ↑   (PDF). 西日本鐵道. 2017-01-24  [2017年3月20日]. （原始内容 (PDF)存档于2020-07-28） （日语）.
2. ↑  「平成３０年１月２７日（土曜日）始発から雑餉隈駅が仮駅舎にかわります。」福岡市ホームページ　福岡市の道路・河川・下水道　2017年12月19日　 （页面存档备份，存于）（日語）
3. 1 2 3 4  れんりつニュース 第7号 令和2年度版PDF（日語） - 福岡市，2020年9月2日參閲。
4. ↑  西鉄天神大牟田線（春日原 - 下大利）連続立体交差事業計画検証委員会についてPDF - 福岡県那珂県土整備事務所、2020年9月2日閲覧。
5. ↑  . 西日本鉄道株式会社.   [2021-01-14]. （原始内容存档于2021-01-29） （日语）.
6. ↑  福岡市統計書 （運輸・通信） 私鐵各站上下車人次

## 外部連結
- 雜餉隈站（西鐵沿線web） （页面存档备份，存于）（日語）
- 西鐵天神大牟田線連續立體相交工程（雜餉隈站附近） （页面存档备份，存于）（日語） - 福岡市